# Beidou (Changhua)
Beidou (chinesisch 北斗鎮, Pinyin Běidǒu zhèn, taiwanisch: Pó-táu-tìn) ist eine Stadtgemeinde des Landkreises Changhua in der Republik China (Taiwan).

## Lage und Beschreibung

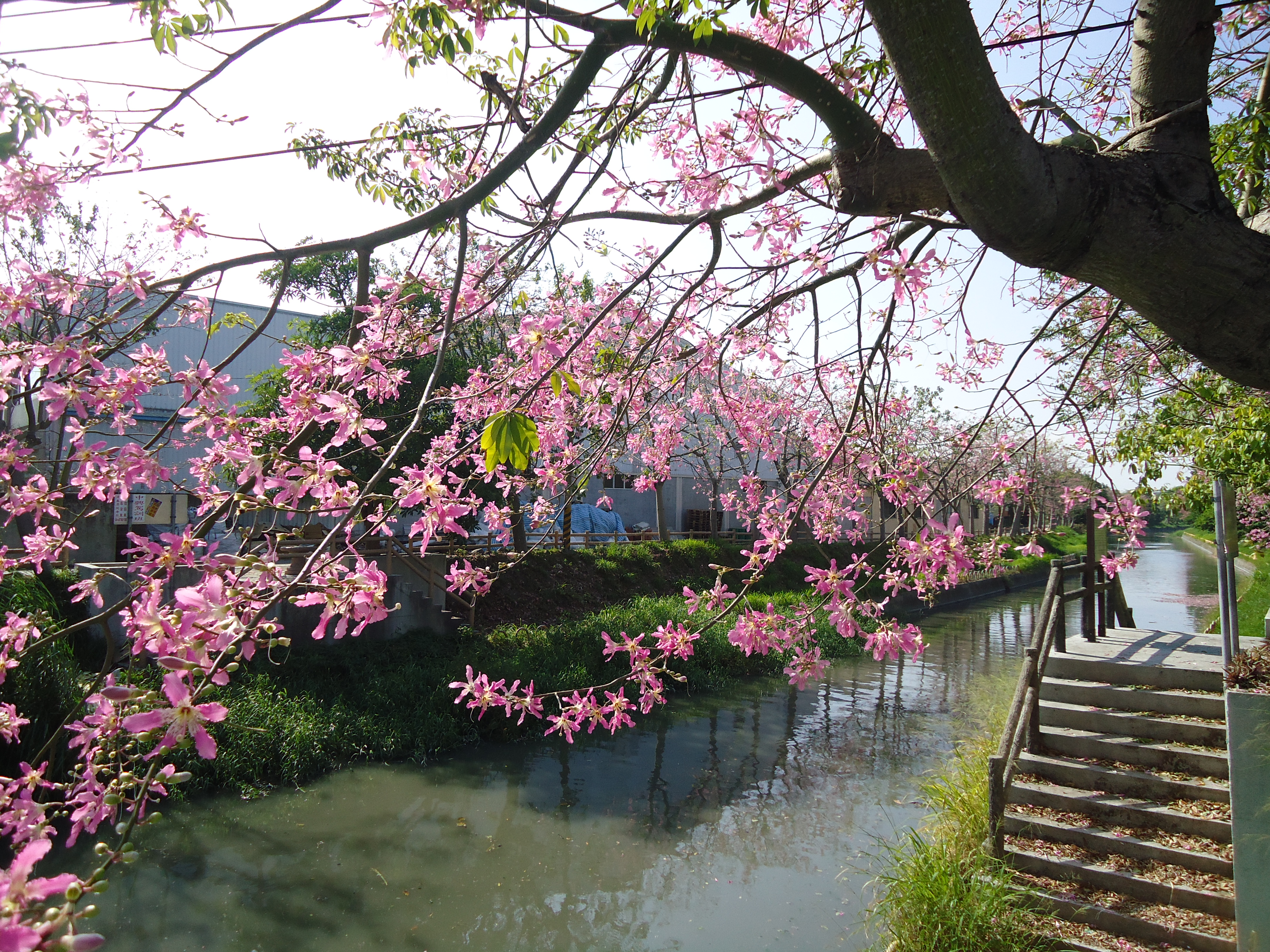
Im Beidou Hebin Gongyuan

Beidou liegt im Südosten des Landkreises Changhua in der Schwemmebene der Flüsse Zhuoshui (濁水溪) und Jiuzhuoshui (舊濁水溪). Letzterer wird auch Dongluo (東螺溪) genannt und bildet die Nordgrenze der Gemeinde. Beidous Nachbargemeinden sind Tianwei im Norden, Tianzhong im Osten, Xizhou im Süden und Pitou im Westen.

## Geschichte
Die Gegend der heutigen Gemeinde war ursprünglich von taiwanischen Ureinwohnern vom Volk der Babuza bewohnt. Ihrer Sprache entstammt auch der Ortsname, Boatao. Die seit Anfang des 18. Jahrhunderts einwandernden chinesischen Siedler machten daraus Baodou (寶斗) und später Beidou (北斗). Die Babuza wurden von ihnen verdrängt oder assimiliert.
Unter den Siedlern der Gegend kam es Ende des 18. Jahrhunderts immer wieder zu teils bewaffneten Konflikten zwischen Einwanderern aus Zhangzhou und Quanzhou, den Zhang-Quan-Konflikten (漳泉械鬥 Zhang-Quan xiedou).
Auf dem Dongluo-Fluss konnten von Beidou aus Waren aus dem Landesinneren bis zum Hafen von Lukang an der Küste der Taiwanstraße und von dort aus weiter zum chinesischen Festland transportiert werden. Beidou blühte als Drehscheibe dieses Handels und wurde ein wichtiger Marktplatz. Der in dieser Zeit entstandene Nachtmarkt soll einer der ersten der taiwanischen Geschichte sein.
Als der Fluss allmählich versandete und sich immer weniger als Wasserstraße eignete, schwand Beidous wirtschaftliche Bedeutung. Mit dem Aufkommen der Eisenbahn als Transportmittel zu Beginn des 20. Jahrhunderts während der japanischen Herrschaft über Taiwan war Beidous Rolle als Binnenhafen endgültig Geschichte.
Zur japanischen Kolonialzeit wurden die Siedlungen um Beidou im Jahr 1920 zur Gemeinde Beidou zusammengefasst. 1950 erfolgte die Eingliederung Beidous in den neugegründeten Landkreis Changhua.

## Verkehr und Wirtschaft

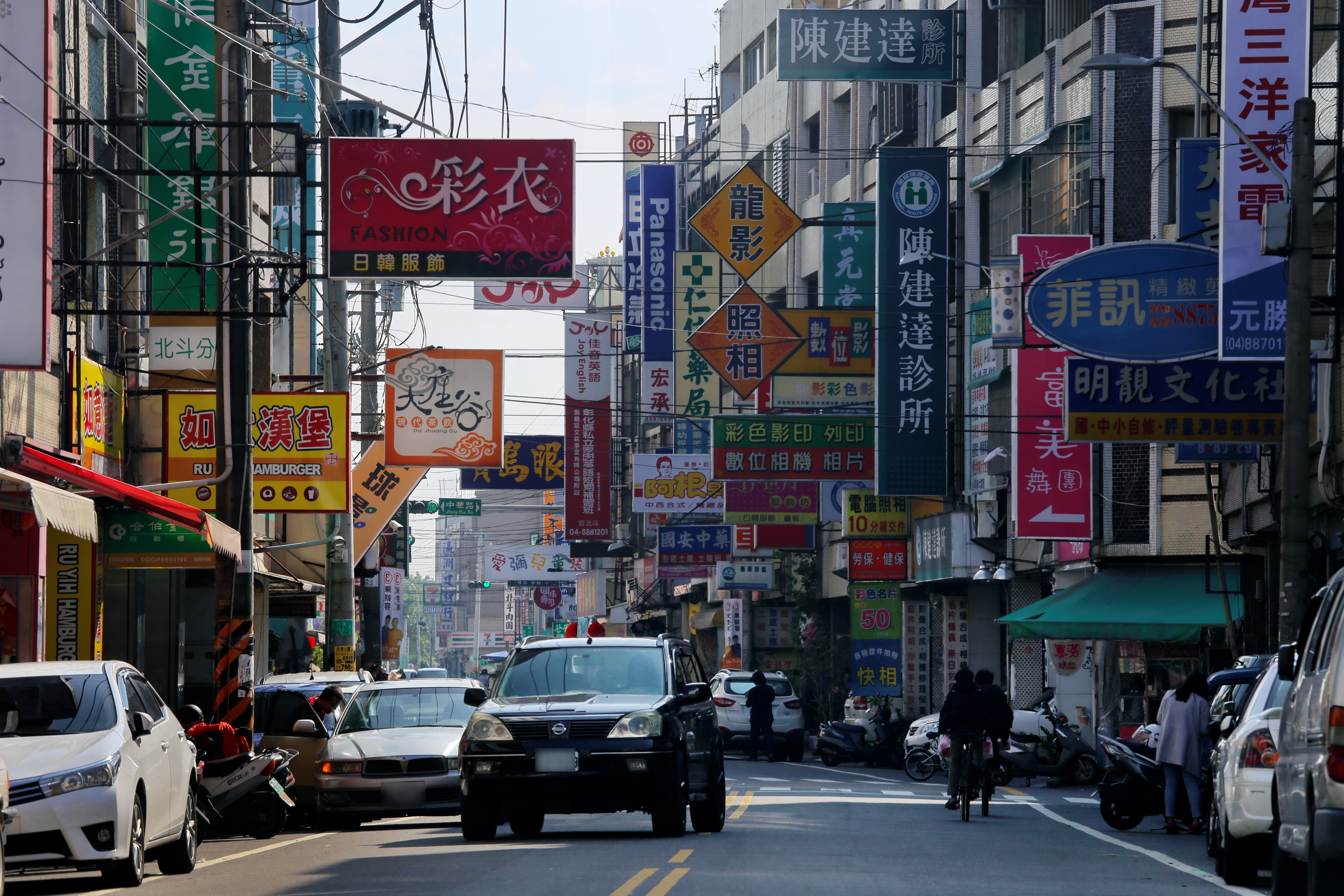
Die Zhongzheng Road in Beidou

In Beidou kreuzen sich die Provinzstraße 1, die von Nord nach Süd führt, und die Kreisstraße 150 (West nach Ost). In der Nachbargemeinde Pitou verläuft die Autobahn Nationalstraße 1 mit einer nach Beidou führenden Abfahrt. Der Öffentliche Nahverkehr wird von Buslinien wahrgenommen.
Für die Bewohner der angrenzenden Gemeinden ist Beidou ein Geschäftszentrum, in dem Einkäufe und Erledigungen getätigt werden können. Zudem sind hier einige kleine und mittlere Unternehmen im Bereich Lebensmittelverarbeitung beheimatet.

## Kultur und Sehenswürdigkeiten

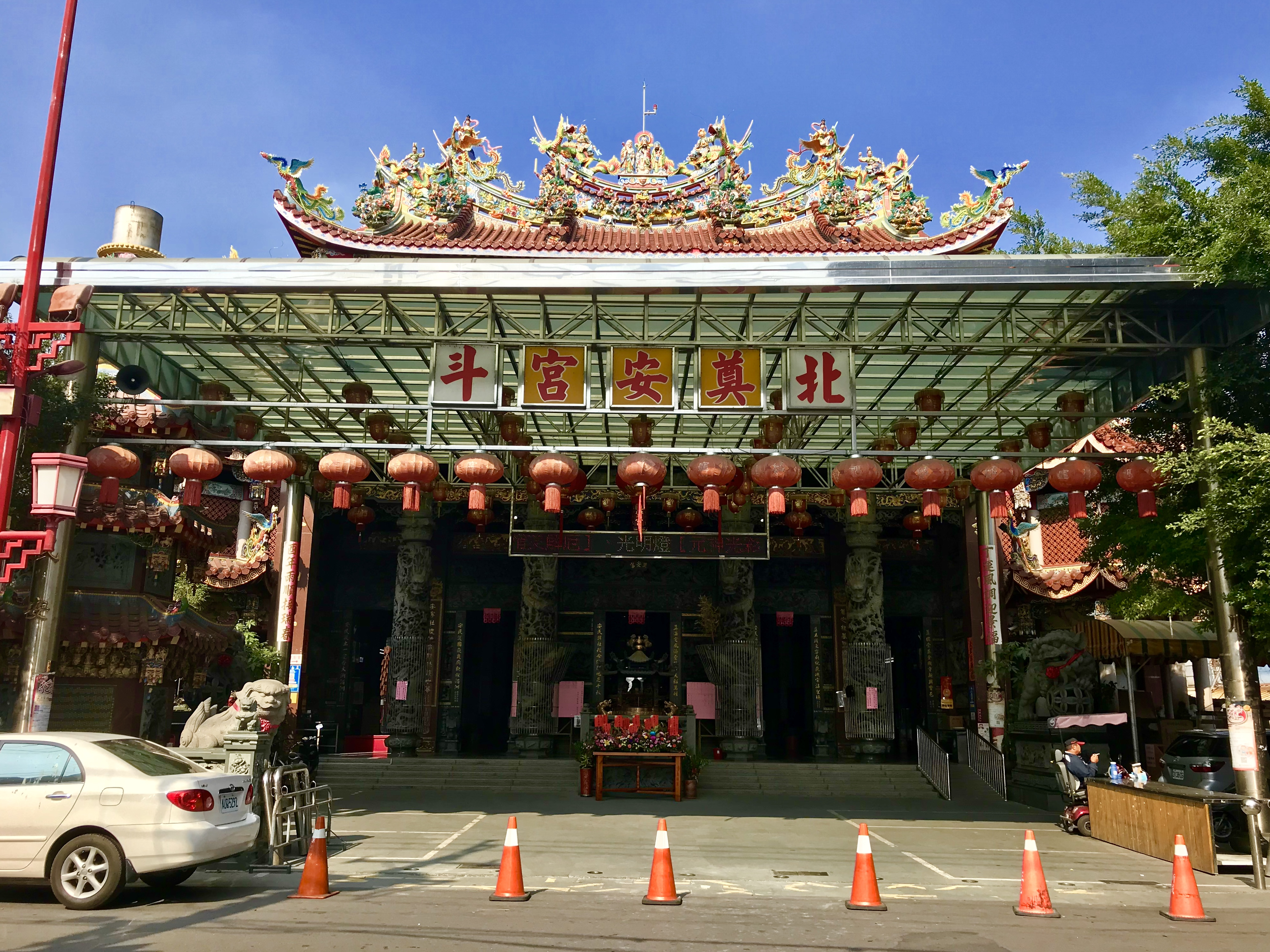
Der Dian’an Gong

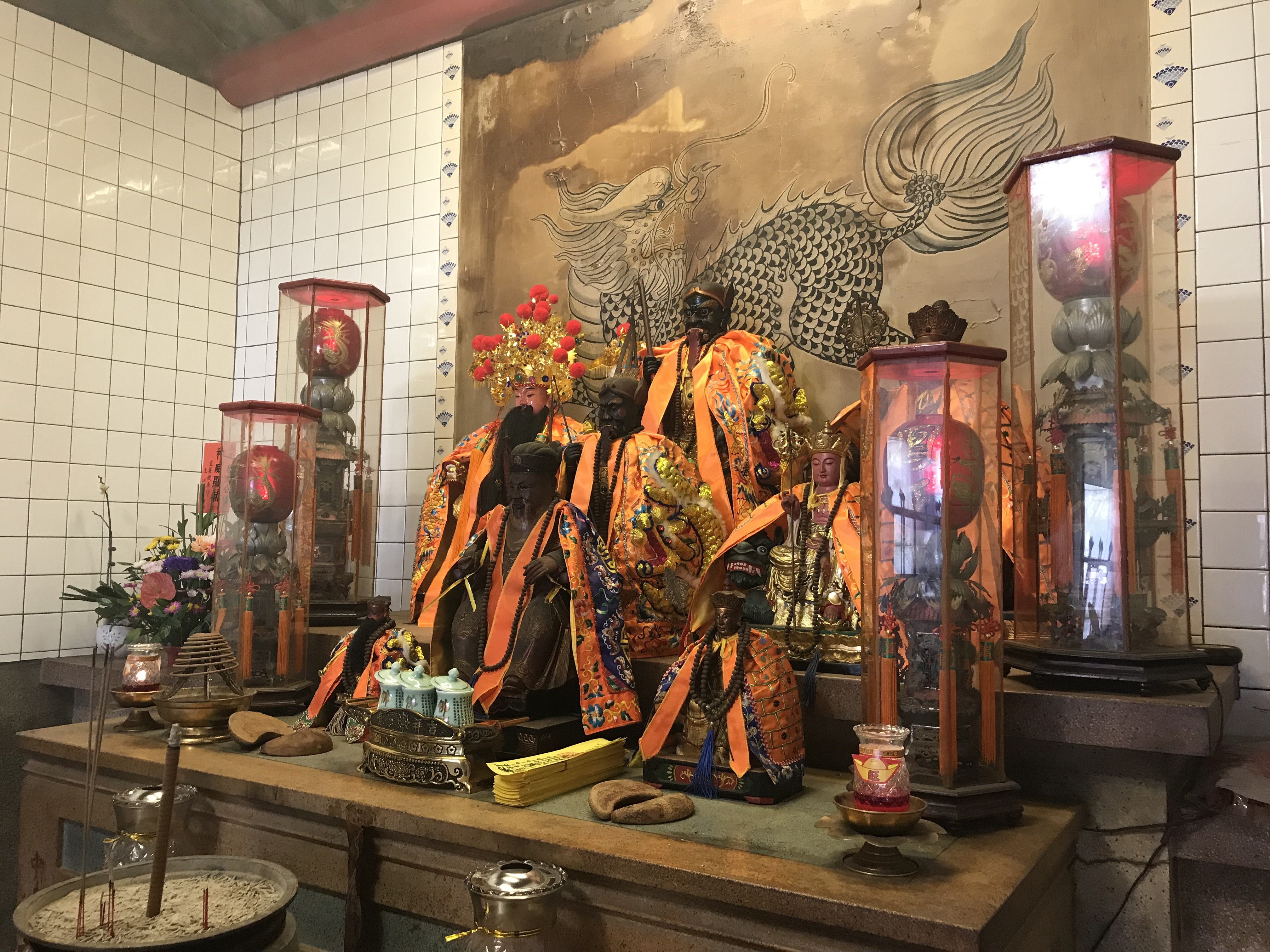
Der Pudu-Gong-Altar

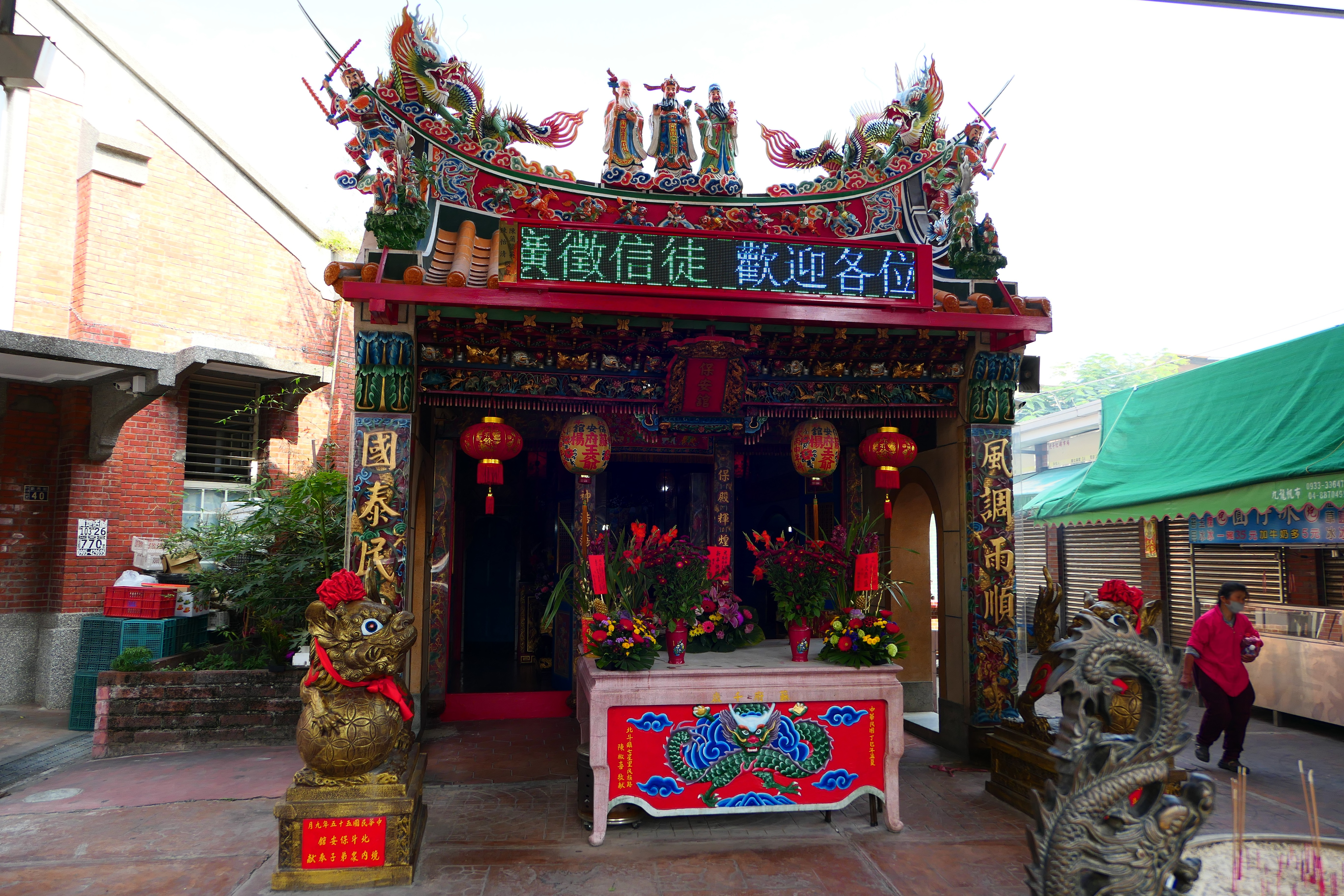
Der Baoan Guan

Beidou beherbergt eine Reihe daoistischer und buddhistischer Tempel sowie christliche Gemeinden. Das religiöse Zentrum Beidous ist der Tempel Dian’an Gong (奠安宮) mit der Hauptgottheit Mazu. Hauptereignisse im Tempelleben sind der Geburtstag der Göttin am 23. Tag des dritten Monats nach dem chinesischen Mondkalender sowie der alljährliche Besuch der Mazu von Dajia, die auf ihrem Umzug durch Mitteltaiwan auch in Beidou haltmacht.
Ein weiteres besonderes Heiligtum ist der 1798 errichtete Pudu-Gong-Altar (普度公壇 Pudu Gong Tan), der dem buddhistisch-daoistischen Schutzgott Dashiye (大士爺) bzw. Pudu Gong (普度公) gewidmet ist. Die Gottheit bietet u. a. Schutz im Umgang mit Hungergeistern, weshalb der Altar besonders im siebten Monat des chinesischen Mondkalenders, dem sogenannten Geistermonat, das Zentrum vieler religiöser Aktivitäten ist.
Der kleine Tempel Baoan Guan (保安館) aus dem Jahr 1796 im Ortsteil Qixing ist den Gottheiten Su und Yang geweiht. Er ist bekannt für sein anziehendes Äußeres und stand früher im Ruf, man könne hier Glück im Spiel erflehen.
Am Ufer des Jiuzhuoshui (Dongluo) liegt der Beidou-Park am Fluss (北斗河濱公園), der für seine blühenden Florettseidenbäume bekannt ist. Im kulinarischen Bereich ist Beidou für seinen lebendigen Nachtmarkt in der Wuquan Road und insbesondere für seine Bah-oân (肉圓) berühmt, diskusförmige mit Fleisch gefüllte Maultaschen, die heute in ganz Taiwan populär sind.